# 陈康南
陈康南（1936年9月24日—）是前任马来西亚砂拉越州副首席部长、州工业发展部长及旅游及古迹部长。他也是前任砂拉越州议会卑尔骚（1991－2011）及美里（1983－1991）区州议员、兰卑尔国会议员（1982－1986）、前任人联党主席等。
陈康南在2011年砂拉越州选举时被行动党的新人林思健以1,509多数票击败，败选卑尔骚州议席，进而失去副首席部长及州部长职。

## 教育
陈康南曾在美里圣约瑟夫小学及古晋圣约瑟夫中学求学，参与高级剑桥考试后获得科伦坡计划奖学金赴悉尼大学修读医药系并于1962年获得医药医学士学位。

## 荣誉
- 马来西亚 :
  -  联邦护国丞官勋章（KMN）（1979）
  -  联邦护国领袖勋章（PSM）—丹斯里（2000）[3]
- 砂拉越 :
  -  砂拉越之星国家领袖勋章（PNBS）—拿督斯里（1990）
  -  犀鸟之星拿督阿玛勋章（DA）—拿督阿玛（1998）
  -  犀鸟之星拿督巴丁宜勋章（DP）—拿督巴丁宜（2005）